# Floral City
Floral City é uma Região censo-designada localizada no estado americano de Flórida, no Condado de Citrus.

## Demografia
Segundo o censo americano de 2000, a sua população era de 4989 habitantes.

## Geografia
De acordo com o United States Census Bureau tem uma área de
64,5 km², dos quais 60,4 km² cobertos por terra e 4,1 km² cobertos por água.

## Localidades na vizinhança
O diagrama seguinte representa as localidades num raio de 16 km ao redor de Floral City.